# 伶俐镇
伶俐镇，是中华人民共和国广西壮族自治区南宁市青秀区下辖的一个乡镇级行政单位，2005年3月18日由邕宁县划归青秀区。

## 行政区划
伶俐镇下辖以下地区：
伶珑社区、王京村、石塘村、上王村、沱江村、望齐村、那樟村、伶俐村和独岭村。